# 1863 en journalisme
Cet article présente les faits marquants de l'année 1863 en journalisme.

## Évènements
- Création du quotidien papier Le Petit Journal. Il disparaitra en 1944[1].